# Monodelphis kunsi
El colicorto pigmeo (Monodelphis kunsi) es una especie de marsupial del género Monodelphis de la familia de los didelfimorfos. Habita en Sudamérica.

## Taxonomía
Esta especie fue descrita originalmente en el año 1975 por el zoólogo Ronald H. Pine.
Localidad tipo
La localidad tipo referida es: “La Granja, ribera occidental del río Itonamas, 4 kilómetros al norte de Magdalena, departamento del Beni, Bolivia”.

## Distribución y hábitat
Monodelphis kunsi es una especie escasamente conocida, colectada en pocas localidades de Bolivia, Brasil, además del Paraguay y en el norte de la Argentina.
Posee una dieta insectívora y habita en ambientes boscosos.

## Conservación
Según la organización internacional dedicada a la conservación de los recursos naturales Unión Internacional para la Conservación de la Naturaleza (IUCN), al no poseer mayores peligros y vivir en algunas áreas protegidas, la clasificó como una especie bajo “preocupación menor” en su obra: Lista Roja de Especies Amenazadas.